# Casey Affleck
Caleb Casey McGuire Affleck-Boldt, més conegut com a Casey Affleck, (Falmouth, 12 d'agost de 1975) és un actor, productor, guionista i muntador estatunidenc. És el germà de l'actor i director Ben Affleck. Va estar casat del 2006 al 2017 amb l'actriu Summer Phoenix, germana dels actors Joaquin i River Phoenix.

## Biografia

### Carrera
Casey comença en el cinema a 12 anys en un telefilm anomenat Lemon Sky en el qual interpreta el germà segon de Kevin Bacon. Després dels seus estudis secundaris, arriba a Califòrnia, i continua en paral·lel la seva carrera d'actor així com una formació universitària com a físic a la Universitat de Colúmbia.
Descobert a Tot per un somni, on interpreta un dels tres reclutats per Nicole Kidman per assassinar Matt Dillon, Casey Affleck col·labora en nombroses vegades amb Gus Van Sant. El coneix així en el rodatge de Good Will Hunting, segons un guió escrit pel seu germà i el seu amic, Matt Damon. El 2001, ajuda el director en el rodatge de Finding Forrester fins que aquesta associació assoleixi el seu paroxisme en el depurat Gerry, on és a la vegada guionista, muntador i productor.
Encarna el personatge de Fortinbras una adaptació qualsevol de Hamlet, i un arreplegat enamorat de Liv Tyler a Lonesome Jim.
Roda regularment amb els membres del seu «clan», com en la comèdia Chasing Amy (Kevin Smith) al costat del seu germà gran Ben, o a Gone Baby Gone, dirigida per Ben, que li confia el paper principal d'aquest pel·lícula policíaca psicològic «bostoniana» (Boston és la ciutat de la seva joventut).
Malgrat tot, l'actor no és tampoc absent de les grans produccions de Hollywood. Se'l veu així en el cicle American Pie al costat de Jason Biggs.
Steven Soderbergh el tria per encarnar un dels atracadors de l'aventura Ocean's Eleven, que prosseguirà fins a Ocean's 13. El 2007, coneix Brad Pitt en el western crepuscular L'assassinat de Jesse James comès pel covard Robert Ford, en quin intenta eliminar-lo. Aquest paper li farà valer una nominació en els Oscars en la categoria del millor secundari.
El 2010, encarna el personatge principal - el d'un adjunt del xèrif i polèmic The Killer Inside Me, de Michael Winterbottom.

### Vida privada
Casey Affleck es va casar el 3 de juny del 2006 amb Summer Phoenix amb la qual mantenia una relació des de 2000. Joaquin Phoenix, el germà de Summer, qui els havia presentat. La parella ha tingut dos fills: Indiana August, nascut el 31 de maig del 2004 i Atticus, el 12 de gener del 2008.
El nom del seu primer fill, Indiana, li va posar en homenatge al segon germà de Summer, River Phoenix, mort d'una sobredosi el 1993 que havia interpretat el personatge d'Indiana Jones jove a la pel·lícula Indiana Jones i l'última croada.

### Compromís
Casey Affleck és un dels portaveus de l'associació PETA per al vegetarianisme, sent ell mateix vegetarià.

## Filmografia

### Com a actor
- 1988: Lemon Sky: Jerry
- 1990: The Kennedys of Massachusetts: Robert (12-15) (Fulletó TV)
- 1995: Tot per un somni (To Die For): Russel Hines
- 1996: La cursa del sol (Race the Sun): Daniel Webster
- 1997: Chasing Amy: Little Kid
- 1997: Goog Will Hunting: Morgan O'Mally
- 1998: Desert Blue: Pete Kepler
- 1999: 200 Cigarettes: Tom
- 1999: American Pie: Tom Myers
- 1999: Floating: Prep #1
- 2000: Tothom la volia morta (Drowning Mona): Bobby Calzone
- 2000: Committed: Jay
- 2000: Hamlet: Fortinbras
- 2000: Attention Shoppers: Jed
- 2001: American Pie 2: Tom Myers
- 2001: Soul Survivors: Sean
- 2001: Ocean's Eleven: Virgil Malloy
- 2002: Gerry: Gerry
- 2004: Ocean's Twelve: Virgil Malloy
- 2005: Lonesome Jim: Jim
- 2006: The Last Kiss de Tony Goldwyn
- 2007: Ocean's Thirteen de Steven Soderbergh: Virgil Malloy
- 2007: L'assassinat de Jesse James comès pel covard Robert Ford d'Andrew Dominik: Robert Ford
- 2007: Adéu, nena, adéu de Ben Affleck: Patrick Kenzie
- 2010: The Killer Inside Me de Michael Winterbottom: Lou Ford
- 2010: The Kind One de Ridley Scott: Danny Landon
- 2011: Tower Heist de Brett Ratner.
- 2013: Ain't Them Bodies Saints de David Lowery: Bob Muldoon
- 2013: Out of the Furnace: Rodney Base, Jr.
- 2014: Interstellar de Christopher Nolan: Tom Cooper
- 2016: Manchester by the Sea de Kenneth Lonergan: Lee Chandler
- 2016: The Finest Hours de Craig Gillespie: Ray Sybert
- 2017: A Ghost Story de David Lowery: C
- 2018: The Old Man and The Gun de David Lowery: inspector John Hunt

### Com a productor
- 2003: All Grown Up (Telefilm)

### Com a director
- 2010: I m still here
- 2019: Light of my life[10]

### Com a guionista
- 2002: Gerry

### Com a muntador
- 2002: Gerry

## Premis i nominacions

### Premis
2017. Oscar al millor actor per Manchester By The Sea

### Nominacions
- 2008. Oscar al millor actor secundari per The Assassination of Jesse James by the Coward Robert Ford.
- 2008. Globus d'Or al millor actor secundari per The Assassination of Jesse James by the Coward Robert Ford.